# Iskolai Könyvtár (könyvsorozat)
Az Iskolai Könyvtár, alcímén Magyar olvasmányok tára egy 20. század eleji magyar szépirodalmi könyvsorozat volt, amely Beöthy Zsolt szerkesztésében és az Athenaeum Rt. gondozásában Budapesten jelent meg 1897 és 1902 között.

## Megjelent kötetek
- I. Petőfi Sándor válogatott költeményei. Magyarázta dr. Badics Ferenc. I. rész. Lyrai költemények. 2., javított kiadás. ( VII, 1, 185 l.) 1902.
- II. Petőfi Sándor válogatott költeményei. Magyarázta dr. Badics Ferenc. II. rész. Elbeszélő költemények. (137 1 l.) 1898.
- III. Torquato Tasso: A megszabadított Jeruzsálem. A tanuló ifjúság számára, Jánosi Gusztáv magyar fordítása nyomán rövidítve, prózába átírta és magyarázatokkal ellátta Pintér Kálmán. (VII, 178 l. Tasso arcképe.) 1899.
- IV. Beöthy Zsolt: Széchenyi és a magyar költészet. Bevezetéssel s jegyzetekkel ellátta Tóth Rezső. (XIII, 96 l.) 1897.
- V. Madách Imre: Az ember tragédiája. Jegyzetekkel és magyarázatokkal kiadta Alexander Bernát. (IV. és 326 l.) 1900.
- VI. Miguel de Cervantes Saavedra: Az elmés nemes Don Quijote de la Mancha. Győry Vilmos fordítása alapján átdolgozta, bevezetéssel s jegyzetekkel ellátta Huszár Vilmos. (XXXII, 252 l.) 1900.
- VII. Csokonai Vitéz Mihály válogatott munkái. Bevezette és jegyzetekkel ellátta Tóth Rezső. (4, 180 l.) 1900.
- VIII. Berzsenyi Dániel költő és prózai művei. Szemelvények. Közzéteszi Váczy János. (136 l.) 1901.
- IX. Koltai Virgil: Az oktató mese és szemelvények magyar meseírókból. (111 l.) 1901.
- X. Katona József Bánk bánja. Magyarázta dr. Hevesi Sándor. (180 l.) 1901.

## Tervezett kötetek
A korabeli hirdetések szerint más kötetek is szerepeltek volna a sorozatban, de ezek – valószínűleg – sohasem jelentek meg:
- Dante Alighieri: Divinia Comedia. Magyarázza Balog Ármin.
- Gvadányi József: Peleskei nótárius. Magyarázza Badics Ferenc.
- Kölcsey Ferenc: Parainesis. Magyarázza Beöthy Zsolt.
- Szemelvények Széchenyi István, Kossuth Lajos, és Deák Ferenc beszédeiből. Magyarázza Baráth Ferenc.
- Zrinyi Miklós: Sziget veszedelme. Magyarázza Erődi Béla.
- William Shakespeare: Coriolán (Petőfi fordításában). Magyarázza Hevesi Sándor.
- Kazinczy Ferenc: Pályám emlékezete. Magyarázza Angyal Dávid.
- Szemelvények Erdélyi János műveiből. Magyarázza Erdélyi Pál.
- Régi magyar mondák. Magyarázza  Erdélyi Pál.
- Rokonfajú népek mondái. Magyarázza Gombocz Zoltán.
- Nagy gondolkozók. Magyarázza Waldapfel János.
- Kölcsey Ferenc válogatott beszédei. Magyarázza Kardos Albert.
- Szemelvények a kuruc-költészet emlékeiből. Magyarázza Badics Ferenc.
- Euclides és Bólyai. Magyarázza Beke Manó.
- Szemelvények a XVI–XVIII. századbeli magyar történetírókból. Magyarázza Moravcsik Géza.
- Szemelvények Széchenyi István műveiből. Magyarázza Waldapfel János.